# Theodore Boone: El fugitivo
Theodore Boone: El fugitivo (en inglés - Theodore Boone: The Fugitive) es una novela juvenil del escritor estadounidense John Grisham, publicada el 12 de mayo de 2015.

## Sinopsis
Durante un viaje a Washington, Theodore Boone se encuentra a Pete Duffy en el metro. Duffy fue acusado de asesinato años atrás y había conseguido fugarse. Gracias al instinto de Theo, Duffy es recapturado, lo que conlleva un peligro inminente para el joven abogado.